# 混血少年連続殺人事件
混血少年連続殺人事件（こんけつしょうねんれんぞくさつじんじけん）とは、1966年（昭和41年）から1967年（昭和42年）にかけて、当時16歳のハーフの少年Sが、愛知・千葉・山梨の3県で女性3人を暴行して殺害後、金銭を奪った事件。
警察庁広域重要指定106号事件に指定された。犯人の少年は強盗殺人3件や婦女暴行、窃盗、同未遂の罪（全27件）に問われ、1971年（昭和46年）に千葉地裁松戸支部で無期懲役の判決を言い渡された。混血少年強盗殺人事件とも呼称される。

## 事件の概要
- 1966年12月13日 愛知県豊橋市の24歳の主婦を自宅内で殺害。現金2万円を奪って逃走。被害者は妊娠9か月だった。
- 同年12月27日 千葉県我孫子市の28歳の主婦を自宅内で殺害。現金2万4千円を奪って逃走。隣室で眠っていた生後3ヶ月の乳児は無事だった。
- 1967年1月16日 山梨県甲府市の25歳の未婚女性を自宅内で殺害。現金1万円を奪って逃走。
- 1967年1月23日 広域重要106号に指定。同日、千葉県柏市内で逮捕。

最初の事件の際、被害者の首を締めるのに使った旅館のタオルから、犯人である少年Sの身元はすぐに判明したものの、愛知県警の捜査の手が届かない千葉に逃げていた。山梨で事件を起こした直後に広域重要106号に指定、その日のうちに少年Sは逮捕された。Sは黒人とのハーフであった。

## 犯行の動機
1950年6月16日、少年Sは日本に駐留していた黒人アメリカ兵と日本女性の間に宮城県塩竈市で誕生。まもなく父親が朝鮮戦争で戦死。母親は別のアメリカ兵と結婚して、息子であるSを母方の祖父母に預けてアメリカに行ってしまう。祖父母の死後、Sは母の兄である伯父に引き取られたが、学校ではハーフゆえの差別を受け、その鬱憤を晴らすかのように家庭内暴力がひどくなっていく中、店にある空気銃を盗もうとして逮捕された。
Sは家庭裁判所で教護院である全寮制の中学校に送られ、やがて自動車修理工に就職する。だが無断欠勤の連続で、ある日を境に放浪生活を始める。行く先々の土地で空き巣をして金を盗み、それを旅費にしていたが、家の中を物色している最中に見つかってしまった3件では強姦し殺害していたことが判明した。なお、裁判判決文による認定では一連の被害は窃盗30件、現金333,200円だった。

## 刑事裁判
Sは逮捕後、窃盗・窃盗未遂・住居侵入・強盗強姦・強盗殺人の被告人として起訴された。刑事裁判の第一審初公判は1967年（昭和42年）5月25日に千葉地方裁判所松戸支部（斎藤孝次裁判長）で開かれ、被告人Sはほぼ全面的に罪状を認めたが、Sの弁護人は犯行時、Sは心神耗弱状態にあったと主張した。その後の公判で、弁護人がSの精神鑑定を行うよう要請、その精神鑑定が長期化したことから3年間にわたって公判が中断したため、初公判から判決までに約4年4か月を要した。
複数の強盗殺人の累犯だが、少年法51条1項の規定により、犯行時18歳未満である被告人Sに死刑を適用することはできなかったため、検察官はSに対し、適用可能な最高刑である無期懲役を求刑した。1971年9月9日、千葉地方裁判所松戸支部（浅野豊秀裁判長）は求刑通り、被告人Sに無期懲役の判決を宣告した。犯行時16歳の少年に対する刑罰としては最高刑を言い渡されたにもかかわらず、Sは無期懲役を言い渡された際に「ホーッ」と深い溜息をついて裁判長に一礼し、判決後には弁護人に対し笑顔を浮かべながら「ありがとうございました。最初に思った通りでした」と話していた。Sは控訴しなかったため、判決はそのまま確定した。

## その後
宝島社の取材により、犯人Sの消息が判明する。犯罪や闇金融関連のジャーナリストである安土茂のインタビューより、大阪刑務所服役中に2人が出会い、先に出所した安土が出所した犯人Sの親代わりとなって面倒を見ていることが明らかとなる。また他にも、Sは1989年4月12日に38歳で仮出所してから現在まで、定職について真面目に働いていること、被害者らへの罪滅ぼしの意味を込めて生涯独身を通すと誓っていること、安土を含む刑務所時代の人間らと現在も親交があることなどが、初めて一般に公表された。
宝島社のインタビュー後、安土はこの事件に関する著書を出版した。